# Bîc
Pour les articles homonymes, voir Bic.
Le Bîc est une rivière de la République de Moldavie, affluent en rive droite du Dniestr. . Son nom vient du vieux slave бѫϰ signifiant « hêtre », qui a aussi donné Bucovine (« Hêtraie », région du Nord-Ouest de la Moldavie historique).

## Géographie

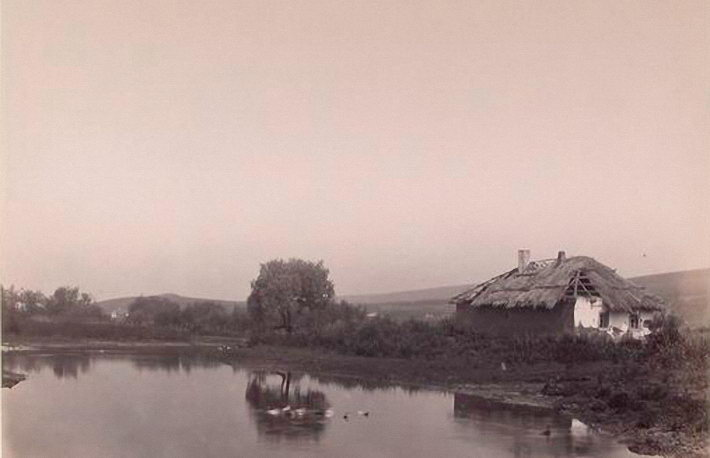
Bergerie sur les rives du Bîc en 1889.

Le Bîc prend sa source dans la région vallonnée du Codru au centre du pays. Il s'écoule en direction du sud-est, longe l'agglomération de Chișinău, la capitale, puis rejoint le Dniestr au lac Sălaș près de Gura Bîcului (signifiant « confluence du Bîc »). Sa longueur est d'environ 155 km et son bassin versant couvre 2 150 km2.

### Lacs
En amont de Chișinău, le Bîc alimente le vaste lac Sireți-Ghidighici d'environ 10 km2 de superficie, retenue d'eau artificielle créée pour l'irrigation et les loisirs.
Pendant l'été, le Bîc s'assèche partiellement, formant une série de lacs successifs où les riverains s'adonnent à la pêche. 

## Affluents
Sur sa rive gauche (nord-est), le Bîc n'a comme affluents que les ruisseaux temporaires qui se forment sur ce versant au printemps (dégel) et en automne (saison pluvieuse) ; en revanche, sur sa rive droite (sud-ouest) il a deux principaux affluents : en amont de Chișinău le Retu-Bucov dont la confluence est à Bucovăț et en aval de Chișinău l'Ișnovăț dont la confluence est à Sângera.

## Hydrologie

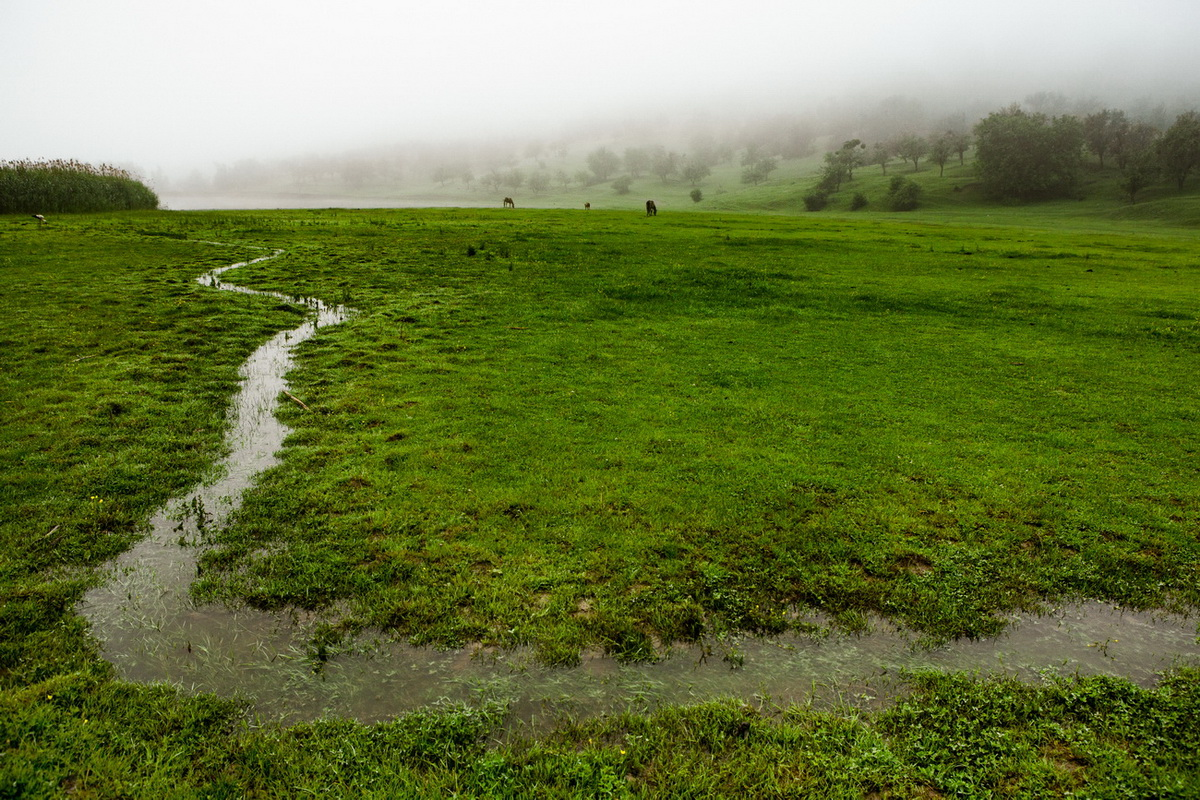
La source du Bîc dans le Codru.

Le débit moyen ou module du Bîc est de 1 m3/s, mais des pointes maximales à 220 m3/s ont déjà été enregistrées eu printemps ou en automne. 

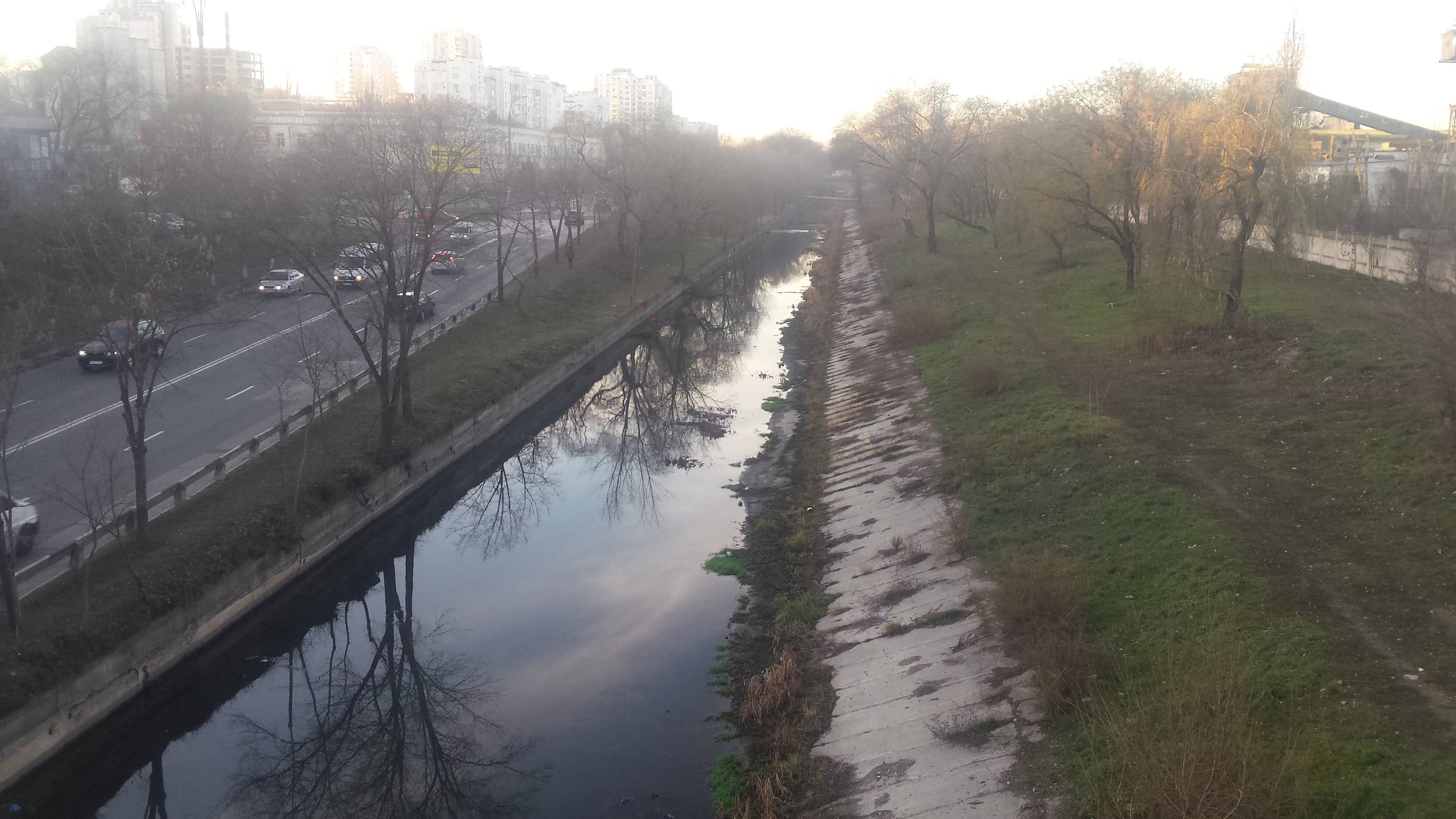
Le Bîc bétonné au niveau de Chișinău.

## Aménagement et écologie
Le Bîc est fortement pollué et il a été « régularisé » (bétonné) au niveau de Chișinău ce qui l'a coupé des couches phréatiques sousjacentes et de ses zones d'expansion : en cas de crue, il déborde donc sur la route et la voie ferrée.